# ロトとその娘たち (アルテミジア・ジェンティレスキの絵画)
『ロトとその娘たち』（伊: Lot e le sue figlie）は、1635年から1638年にアルテミジア・ジェンティレスキが描いた絵画。現在オハイオ州トレドのトレド美術館に所蔵されている。